# Hyposcada neustetteri
Hyposcada neustetteri is een vlinder uit de familie Nymphalidae. De wetenschappelijke naam van de soort is voor het eerst geldig gepubliceerd in 1928 door Rudolf Bargmann.